# Meister des Babenhausener Altars

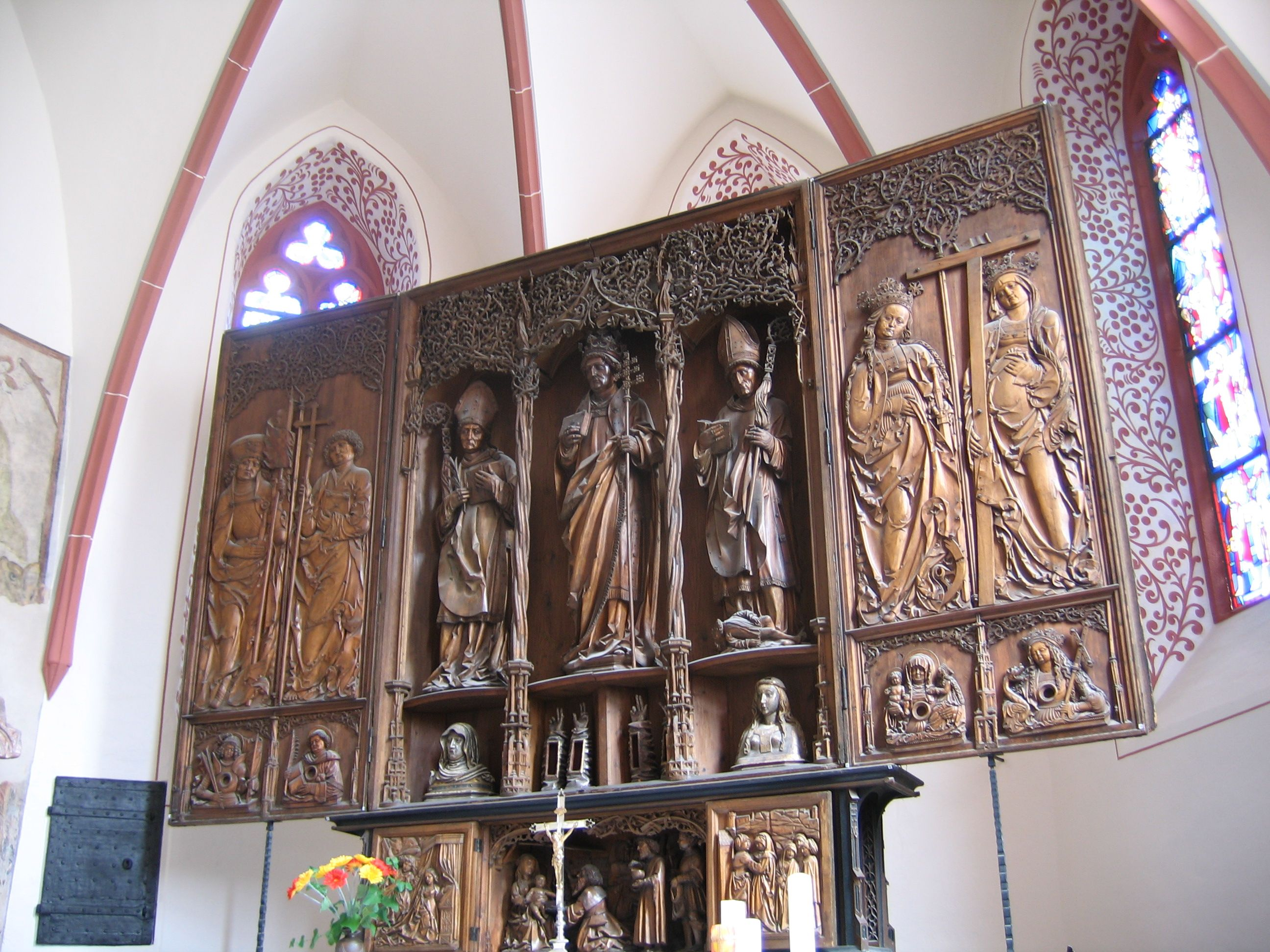
Meister des Babenhausener Altars: Hochaltar in der Stadtkirche Babenhausen (Hessen), gestiftet von Sibylla von Baden

Mit Meister des Babenhausener Altars wird der um 1510 tätige, namentlich nicht bekannte Bildschnitzer bezeichnet, der den Altar in der Stadtkirche St. Nikolaus im hessischen Babenhausen geschaffen hat. Der Altar ist eine Stiftung der Markgräfin  Sibylle von Baden.